# .st
.st este un domeniu de internet de nivel superior, pentru São Tomé și Príncipe (ccTLD).